# Keaunui
Keaunui je bio havajski poglavica koji je vladao mestima zvanim ʻEwa, Waiʻanae i Waialua na havajskom ostrvu Oahuu. On je najverovatnije rođen na Oahuu, ali je bio porijeklom sa Tahitija. 
Njegovo ime je bilo Keau, a nui znači „veliki“ na havajskom; poznat je i kao Keaunui-a-Maveke.
Keaunuijev otac je bio čarobnjak Maveke sa Tahitija. Majka mu je bila Naiolaukea (Naiolakea).
Braća Keaunuija su bila Mulielealii i Kalehenui.
Keaunui je dao iskopati jedan kanal.

## Brak
Keaunui je oženio ženu zvanu Vehelani (havajski Wehelani), koja mu je rodila nekoliko dece:
- poglavica Laakona od ʻEwe
- poglavarka i „veštica“ Nuakea od Molokaija[5]
- čarobnjak Moi (Moʻi), koji je otišao na ostrvo Molokai

Keaunuijeva unuka je bila poglavarka Kapauanuakea od Molokaija.